# Дубнинская волость
Дубнинская волость или Дубнская волость (латыш. Dubnas pagasts) — одна из 19 территориальных единиц Даугавпилсского края Латвии. Административным центром волости является село Дубна.